# Barton W. Stone

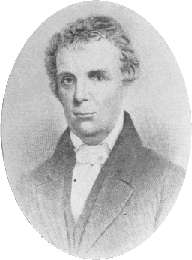
Barton W. Stone

Barton Warren Stone (1772-1844) var en amerikansk reformator.
Stone föddes i Port Tobacco, Maryland, på julafton 1772.  
Han utbildade sig till lärare och blev senare präst inom den Presbyterianska kyrkan. Under hans tid som präst i Cane Ridge, Kentucky utbröt en stor väckelse 1801. Efter denna bildade man Springfields äldsteråd, som tog avstånd från alla mänskliga trosbekännelser och framhöll Bibeln som enda rättesnöre för liv och lära. Stone och hans meningsfränder upplöste snart detta och lät publicera "Springfields äldsteråds sista vilja och testamente". Man lämnade respektive trossamfund och kallade sig enbart "kristna" och betraktade sig som en del av "Kristi stora församling".
Barton W Stone dog i Hannibal, Missouri den 9 november 1844.  Den reformationsrörelse han gav upphov till har resulterat i rörelser som Kristi församling och Kristi Lärjungar.

## Fotnoter
1. ↑  Disciples.org